# لنتلا
لنتلا (به ایتالیایی: Lentella) یک کومونه در ایتالیا است که در استان کییتی واقع شده‌است.

## خصوصیات
لنتلا ۱۲ کیلومترمربع مساحت و ۷۴۸ نفر جمعیت دارد و ۳۹۸ متر بالاتر از سطح دریا واقع شده‌است.